# Helmuth Hübener
Helmuth Günther Hübener (né le 8 janvier 1925 à Hambourg, mort le 27 octobre 1942 à Berlin) est un résistant allemand au nazisme. Il est le plus jeune résistant allemand exécuté par les nazis.

## Biographie
Helmuth Hübener vient d'une famille ouvrière qui n'a pas d'engagement politique ; comme sa mère et ses grands-parents, il est membre de l'Église de Jésus-Christ des saints des derniers jours. Son père adoptif, un sympathisant du NSDAP, lui donne le nom de Hübener.
Helmuth Hübener est un membre des Jeunesses hitlériennes, mais il s'oppose aux exercices militaires et à la nuit de Cristal. Lorsque la paroisse à laquelle il appartient exclut les Juifs, il réagit avec opposition et dégoût. En 1941, Hübener commence après la scolarité une formation d'agent administratif à l'agence publique sociale de Hambourg. Il fait la connaissance d'apprentis communistes qui lui font écouter des stations opposées au nazisme.
Hübener commence à l'été 1941 à écouter de lui-même la BBC. Il utilise ce qu'il entend pour formuler et dupliquer des textes et des tracts anti-fascistes contre la guerre. À l'automne 1941, il compte deux amis de sa communauté, plus tard des collègues pour écouter les radios étrangères et distribuer une soixantaine de pamphlets différents. Leur circulation se fait entre trois et cinq morceaux, tous sont faits en les tapant sur une machine à écrire. Le contenu des tracts reflète principalement les nouvelles des stations étrangères interceptées.
En 1941, sans se connaître, il y a plusieurs groupes de quatre personnes jeunes : Helmuth Hübener à Hambourg, Walter Klingenbeck à Munich et Josef Landgraf à Vienne. Les membres du groupe ont un fort intérêt pour la radio et les points de vue éthico-religieux, surtout chrétiens. Au même moment, Hübener et Klingenbeck commencent à écouter les stations étrangères et à distribuer des tracts.
Début février 1942, Helmuth Hübener est arrêté sur le lieu de travail à la Bieberhaus de Hambourg. Lorsqu'il tente de traduire les tracts en français et de les distribuer parmi les prisonniers de guerre, il est frappé et dénoncé à la Gestapo par son supérieur, Heinrich Mohns, porteur du symbole d'or du parti nazi.
Le 11 août 1942, le procès a lieu sous la direction du vice-président Karl Engert du Volksgerichtshof de Berlin. Hübener est condamné à mort, les trois co-accusés - Karl-Heinz Schnibbe, Rudolf Wobbe et Gerhard Düwer - sont condamnés à des peines d'emprisonnement. Le 27 octobre 1942, il est exécuté à l'âge de 17 ans par le bourreau Wilhelm Röttger.